# Typ Herbrand (tramwaje w Oberhausen)
Herbrand – seria 18 wagonów tramwajowych eksploatowanych dawniej przez sieć tramwajową w Oberhausen. Te wąskotorowe wagony wytwarzano od 1899 r. w zakładach Herbrand.

## Historia
Wagony silnikowe drugiej serii dostarczano do miasta od 1899 r. W stosunku do egzemplarzy z pierwszej serii wydłużono nadwozie o 30 cm. 18 miejsc siedzących wewnątrz tramwajów rozmieszczono w układzie 2+1. Tramwaje charakteryzowały się półotwartymi platformami wejściowymi; przednia oraz tylna ściana nadwozia były przeszklone i zapewniały motorniczemu ochronę przed niekorzystnymi warunkami pogodowymi, natomiast wejścia były nieosłonięte i zabezpieczone jedynie łańcuchami. Do wnętrza prowadziły dwa wejścia usytuowane na końcach zarówno lewej, jak i prawej strony nadwozia. Przed I wojną światową dokonano pierwszej modernizacji tramwajów, w trakcie której zaślepiono wejścia położone na końcu wagonu. Spowodowało to wydłużenie czasu potrzebnego na wymianę pasażerów w trakcie postojów na przystankach.
Pod koniec lat 20. XX wieku wykonano kolejny remont wagonów: platformy wejściowe całkowicie zabudowano poprzez wstawienie drzwi, przywrócono także zlikwidowane wcześniej wejścia z tyłu wagonu. Powiększono drzwi oddzielające platformy wejściowe od przedziału pasażerskiego. Ponadto wagony otrzymały dachowe świetliki pozwalające na lepszą wentylację wnętrza. Zewnętrzne wymiary wagonu uległy niewielkim zmianom.
W latach 30. XX wieku systematycznie wycofywano z ruchu kolejne wagony. Tramwaje nr 14, 18, 28 i 29 przebudowano w 1934 r. na doczepy poprzez usunięcie wyposażenia elektrycznego; po przebudowie nadano im numery taborowe 211–214. Wagony o numerach 15, 16 i 27 przekazano w 1936 r. dla sieci tramwajowej w Elblągu. Z pozostałych 11 wagonów tramwaje nr 17 i 19 uległy zniszczeniu w czasie II wojny światowej. W latach 50. XX wieku pięć egzemplarzy wykorzystywano jako wagony techniczne. Wszystkie oprócz wagonu nr 152 (ex 25) zakończyły służbę do połowy lat 60. XX wieku.

## Zabytkowy wagon nr 25
Rok przed likwidacją tramwajów w Oberhausen, w 1968 r. wagonowi technicznemu nr 152 przywrócony został  wygląd z 1928 r. i numer 25. Z okazji przejazdu pożegnalnego 13 sierpnia 1968 r. firma Stadtwerke Oberhausen (STOAG) wyposażyła wagon w wypożyczony z Amsterdamu lirowy odbierak prądu.
W 1969 r. STOAG przekazało wagon dla muzeum tramwajów w Hanowerze, gdzie stacjonował on przez następne 30 lat. W 1997 r. tramwaj przez krótki czas należał do sieci tramwajowej w Nordhausen, zanim 10 września tego samego roku powrócił do Oberhausen. Po przeprowadzonym remoncie tramwaj wyruszył na trasę 31 grudnia 1999 r.
Tramwaj służy obecnie przedsiębiorstwu STOAG jako wagon muzealny i jest wg danych tejże firmy najstarszym wagonem tramwajowym w Niemczech, który dopuszczony jest do ruchu.

## Dostawy
| Państwo              | Miasto         | Lata dostaw    | Liczba | Numery taborowe |  |
| -------------------- | -------------- | -------------- | ------ | --------------- |  |
| Cesarstwo Niemieckie | Oberhausen     | 1899–1900      | 18     | 14–31           |  |
| Łączna liczba:       | Łączna liczba: | Łączna liczba: | 18     |                 |  |